# Alampla palaeodes
Alampla palaeodes is een vlinder uit de familie van de Immidae. De wetenschappelijke naam van de soort is voor het eerst geldig gepubliceerd in 1914 door Edward Meyrick. Hij deelde de soort in bij het geslacht Imma. Alexey Diakonoff van het Rijksmuseum van Natuurlijke Historie te Leiden duidde de soort in 1978 aan als de typesoort van het nieuwe geslacht Alampla.